# 169 TCN
Năm 169 TCN là một năm trong lịch Julius. 